# Svjetski kup u dvoranskom hokeju za žene 2003.
Svjetski kup u dvoranskom hokeju za žene 2003. godine se održao u Leipzigu u Njemačkoj.
Održao se od 5. do 9. veljače 2003., usporedno s muškim SP-om u dvoranskom hokeju.
Susreti su se igrali u dvorani Arena Leipzig.
Krovna međunarodna organizacija za ovo natjecanje je bila FIH.

## Sudionice
Sudionice su bile: Njemačka, Austrija, Australija, Trinidad i Tobago, Bjelorusija, Češka, Nizozemska, Rusija, Litva, JAR, Francuska i Meksiko.

## Natjecateljski sustav
Natjecanje se odvija po jednostrukom ligaškom sustavu. 

Šesti iz obiju skupina igraju međusobno za 11. mjesto, peti iz obiju skupina igraju međusobno za 9. mjesto, četvrti iz obiju skupina igraju međusobno za 7. mjesto, treći iz obiju skupina igraju međusobno za 5. mjesto.

Prve dvije djevojčadi na ljestvici u objema skupinama odlaze u borbu za odličja, koja se igra po kup-sustavu, pri čemu poluzavršnicu unakrižno igraju prvi i drugi u skupini. Poraženi u poluzavršnici igraju susret za brončano odličje, a pobjednici u poluzavršnici igraju susret za zlatno odličje.

## Natjecanje

### Krug po skupinama

#### Skupina "A"
| Br. ut. – Nadnevak – Satnica  | Sastav 1          | Sastav 2          | Rezultat |
| ----------------------------- | ----------------- | ----------------- | -------- |
| 04 – 5. veljače 2003. – 12:15 | Njemačka          | Austrija          | 8:2      |
| 05 – 5. veljače 2003. – 13:30 | Australija        | Trinidad i Tobago | 7:3      |
| 06 – 5. veljače 2003. – 14:35 | Bjelorusija       | Češka             | 2:5      |
| 10 – 5. veljače 2003. – 19:00 | Njemačka          | Bjelorusija       | 14:3     |
| 11 – 6. veljače 2003. – 08:30 | Češka             | Australija        | 3:2      |
| 12 – 6. veljače 2003. – 09:35 | Trinidad i Tobago | Austrija          | 2:7      |
| 16 – 6. veljače 2003. – 14:05 | Austrija          | Bjelorusija       | 2:4      |
| 17 – 6. veljače 2003. – 15:10 | Češka             | Trinidad i Tobago | 3:0      |
| 20 – 6. veljače 2003. – 18:30 | Australija        | Njemačka          | 2:19     |
| 22 – 7. veljače 2003. – 10:35 | Trinidad i Tobago | Njemačka          | 2:19     |
| 23 – 7. veljače 2003. – 11:40 | Bjelorusija       | Australija        | 4:4      |
| 24 – 7. veljače 2003. – 12:45 | Austrija          | Češka             | 2:1      |
| 28 – 7. veljače 2003. – 17:15 | Australija        | Austrija          | 2:2      |
| 29 – 7. veljače 2003. – 18:30 | Njemačka          | Češka             | 12:0     |
| 30 – 7. veljače 2003. – 20:00 | Bjelorusija       | Trinidad i Tobago | 12:1     |

Završni poredak skupine "A":
| Mj. | Sastav            | Ut | Pb | N | Pz | Ps:Pr | RP   | Bod |
| --- | ----------------- | -- | -- | - | -- | ----- | ---- | --- |
| 1.  | Njemačka          | 5  | 5  | 0 | 0  | 72:9  | + 63 | 15  |
| 2.  | Češka             | 5  | 3  | 0 | 2  | 12:18 | - 6  | 9   |
| 3.  | Bjelorusija       | 5  | 2  | 1 | 2  | 25:26 | - 1  | 7   |
| 4.  | Austrija          | 5  | 2  | 1 | 2  | 15:17 | - 2  | 7   |
| 5.  | Australija        | 5  | 1  | 2 | 2  | 17:31 | - 14 | 5   |
| 6.  | Trinidad i Tobago | 5  | 0  | 0 | 5  | 8:48  | - 40 | 0   |

#### Skupina "B"
| Br. ut. – Nadnevak – Satnica  | Sastav 1   | Sastav 2   | Rezultat |
| ----------------------------- | ---------- | ---------- | -------- |
| 01 – 5. veljače 2003. – 09:00 | Nizozemska | Rusija     | 5:1      |
| 02 – 5. veljače 2003. – 10:05 | Litva      | JAR        | 5:0      |
| 03 – 5. veljače 2003. – 11:10 | Francuska  | Meksiko    | 9:1      |
| 07 – 5. veljače 2003. – 15:40 | Meksiko    | JAR        | 1:8      |
| 08 – 5. veljače 2003. – 16:45 | Litva      | Nizozemska | 3:6      |
| 09 – 5. veljače 2003. – 17:50 | Rusija     | Francuska  | 1:2      |
| 13 – 6. veljače 2003. – 10:40 | JAR        | Nizozemska | 0:7      |
| 14 – 6. veljače 2003. – 11:45 | Rusija     | Meksiko    | 5:1      |
| 15 – 6. veljače 2003. – 13:00 | Litva      | Francuska  | 1:3      |
| 18 – 6. veljače 2003. – 16:15 | Rusija     | JAR        | 9:2      |
| 19 – 6. veljače 2003. – 17:20 | Litva      | Meksiko    | 9:0      |
| 21 – 7. veljače 2003. – 09:30 | Francuska  | Nizozemska | 2:4      |
| 25 – 7. veljače 2003. – 14:00 | Litva      | Rusija     | 5:1      |
| 26 – 7. veljače 2003. – 15:05 | Nizozemska | Meksiko    | 15:0     |
| 27 – 7. veljače 2003. – 16:10 | Francuska  | JAR        | 6:2      |

Završni poredak skupine "B":
| Mj. | Sastav     | Ut | Pb | N | Pz | Ps:Pr | RP   | Bod |
| --- | ---------- | -- | -- | - | -- | ----- | ---- | --- |
| 1.  | Nizozemska | 5  | 5  | 0 | 0  | 37:6  | + 31 | 15  |
| 2.  | Francuska  | 5  | 4  | 0 | 1  | 22:9  | + 13 | 12  |
| 3.  | Litva      | 5  | 3  | 0 | 2  | 23:10 | + 13 | 9   |
| 4.  | Rusija     | 5  | 2  | 0 | 3  | 17:15 | + 2  | 6   |
| 5.  | JAR        | 5  | 1  | 0 | 4  | 12:28 | - 16 | 3   |
| 6.  | Meksiko    | 5  | 0  | 0 | 5  | 3:46  | - 43 | 0   |

### Susreti za poredak

#### Za 11. mjesto
| Br. ut. - Nadnevak - Satnica  | Sastav 1          | Sastav 2 | Rezultat |
| ----------------------------- | ----------------- | -------- | -------- |
| 31 – 8. veljače 2003. – 09:00 | Trinidad i Tobago | Meksiko  | 11:1     |

#### Za 9. mjesto
| Br. ut. - Nadnevak - Satnica  | Sastav 1   | Sastav 2 | Rezultat |
| ----------------------------- | ---------- | -------- | -------- |
| 32 – 8. veljače 2003. – 10:30 | Australija | JAR      | 4:1      |

#### Za 7. mjesto
| Br. ut. - Nadnevak - Satnica  | Sastav 1 | Sastav 2 | Rezultat |
| ----------------------------- | -------- | -------- | -------- |
| 35 – 8. veljače 2003. – 18:00 | Austrija | Rusija   | 4:1      |

#### Za 5. mjesto
| Br. ut. - Nadnevak - Satnica  | Sastav 1    | Sastav 2 | Rezultat |
| ----------------------------- | ----------- | -------- | -------- |
| 36 – 9. veljače 2003. – 08:30 | Bjelorusija | Litva    | 4:1      |

### Za odličja
|  | Poluzavršnica                 | Poluzavršnica                 |   |                               | Završnica                     | Završnica |
|  |                               |                               |   |                               |                               |           |
|  | 33 – 8. veljače 2003. – 12:00 |                               |   |                               |                               |           |
|  | Nizozemska                    | 5                             |   |                               |                               |           |
|  | Češka                         | 1                             |   |                               |                               |           |
|  |                               |                               |   |                               |                               |           |
|  |                               |                               |   |                               | 38 – 9. veljače 2003. – 14:30 |           |
|  |                               |                               |   |                               | Nizozemska                    | 2         |
|  |                               | Njemačka                      | 5 |                               |                               |           |
|  |                               |                               |   |                               |                               |           |
|  |                               |                               |   |                               |                               |           |
|  |                               |                               |   |                               | Za broncu                     |           |
|  | 34 – 8. veljače 2003. – 13:30 | 34 – 8. veljače 2003. – 13:30 |   | 37 – 9. veljače 2003. – 11:00 | 37 – 9. veljače 2003. – 11:00 |           |
|  | Njemačka                      | 12                            |   | Češka                         | 1                             |           |
|  | Francuska                     | 2                             |   |                               | Francuska                     | 3         |

## Nagrade
Najboljom vratarkom je proglašena francuska igračica Maelle Loyot, a nagradu za fair play su dobile igračice iz Meksika.

## Vanjske poveznice
- Službene stranice